# Décret du 3 juillet 1996 relatif à l'enrichissement de la langue française
Lire en ligne

Texte sur Légifrance

Loi constitutionnelle du 25 juin 1992 et loi Toubon - Décret n° 86-439 du 11 mars 1986 relatif à l'enrichissement de la langue française
Le décret du 3 juillet 1996 relatif à l'enrichissement de la langue française est un décret français destiné à enrichir le lexique du français de France pour répondre à des besoins dus à l'évolution culturelle (techniques, sciences, arts…).
Ce décret rend obligatoire l'usage des termes en français dans le Journal officiel de la République française et dans les services et établissements publics de l'État (articles 11 et 12 du décret). Il a mis en place dans l'administration française un dispositif permettant d'enrichir la langue française avec des termes (néologismes).

## Application officielle
Le décret a été pris le 3 juillet 1996 pour l'application de la loi Toubon de 1994, qui fait suite à la loi constitutionnelle du 25 juin 1992. Il fut signé par le Premier ministre Alain Juppé et par la plupart des ministres de son gouvernement.
Participent à ce dispositif :
- l'Académie française,
- la délégation générale à la langue française et aux langues de France (DGLFLF),
- la Commission générale de terminologie et de néologie, placée auprès du premier ministre,
- des commissions spécialisées de terminologie et de néologie (CSTN) dans chaque ministère,
- des hauts fonctionnaires chargés de la terminologie et de la néologie dans chaque ministère.

## Les articles relatifs à l'usage de la langue française
Les articles relatifs à l'usage de la langue française sont les articles 11 et 12 :

« Art. 11. – Les termes et expressions publiés au Journal officiel sont obligatoirement utilisés à la place des termes et expressions équivalents en langues étrangères :
1° Dans les décrets, arrêtés, circulaires, instructions et directives des ministres, dans les correspondances et documents, de quelque nature qu'ils soient, qui émanent des services et des établissements publics de l'État ;
2° Dans les cas prévus aux articles 5 et 14 de la loi du 4 août 1994 susvisée relative à l'emploi de la langue française.
La commission générale observe l'usage prévu au présent article des termes et expressions publiés. »

« Art. 12. – Les listes de termes et expressions approuvés en vertu des dispositions réglementaires relatives à l'enrichissement de la langue française précédemment en vigueur sont assimilées aux listes publiées en vertu du présent décret. Elles peuvent être modifiées selon la procédure prévue aux articles 7 à 10 du présent décret. »

## Application pratique
L'application pratique des articles 11 et 12 du décret, sur l'usage obligatoire du français dans les documents émanant des administrations françaises, peut se révéler d'une application délicate, en raison souvent des habitudes prises.

### En informatique
Certains termes en anglais (« bug » dans le développement informatique, ou « mail » largement employé par oral) sont déjà en usage dans la pratique, même si les recommandations préconisent officiellement des termes en français (« bogue » et « courriel » respectivement dans les exemples cités).
Par conséquent, l'application dans la mise en œuvre des systèmes informatiques des services publics peut entraîner certaines tensions entre le principe de moindre surprise qui peut favoriser dans certains cas un terme en anglais, et les conventions de nommage sur les noms étrangers (l'anglais en particulier) qui emploieraient plutôt le français conformément au décret.
La prise en compte par les administrations françaises des exigences du décret est très complexe, car il faut s'assurer que les logiciels ou différents progiciels qu'elles emploient se conforment aux dispositions du décret (notamment vis-à-vis des termes employés dans les pages-écran, les états, la documentation utilisateur, les aides en ligne, les documents de projet), tout en respectant autant que faire se peut le principe de moindre surprise (vis-à-vis des développeurs comme des utilisateurs).
Il faut pour cela gérer des terminologies, comme par exemple des terminologies informatiques.

## Correction à la source
Pour encourager la conformité des documents émanant des administrations françaises, une stratégie consiste à proposer une correction dès la rédaction. Pour cela, il faut insérer la fonctionnalité de correction terminologique dans le logiciel utilisé pour la rédaction. Le correcteur doit détecter les termes étrangers pour lesquels il existe un terme français officiel et suggérer leur remplacement.
Pour permettre aux éditeurs de logiciels commerciaux et aux communautés de logiciels libres d'ajouter la fonctionnalité de correction terminologique dans leurs logiciels, le ministère de la culture français met à disposition  sur internet une plateforme de téléchargement. La plateforme propose le téléchargement d'une extraction de la base terminologique FranceTerme, placée sous la licence LGPL et actualisée chaque mois pour tenir compte des nouveaux mots éventuellement publiés au Journal officiel.
À ce jour, les logiciels suivants utilisent l'extraction FranceTerme pour proposer la fonctionnalité de correction terminologique :
- le correcteur Cordial propose la correction terminologique dans sa version Cordial 2010,
- les logiciels de traitement de texte des suites bureautiques OpenOffice.org[3] et LibreOffice[4] proposent chacun un correcteur terminologique sous la forme d'une extension. Ces correcteurs sont des logiciels libres, donc gratuits et librement accessibles.

## Participation des citoyens
Le dispositif prévu par le décret confie la responsabilité de l'enrichissement de la langue française à des commissions spécialisées de terminologie et de néologie composées principalement de spécialistes bénévoles des domaines concernés - les experts -, mais aussi de représentants de l'administration (fonctionnaires des ministères) et d'institutions (Délégation générale à la langue française, Académie française, Académie des Sciences, AFNOR). Le décret ne prévoit aucun rôle pour les simples citoyens - les néophytes. Pourtant, le succès des termes spécialisés issus du dispositif dépend de leur usage par le public lorsqu'ils sont amenés à entrer progressivement dans la langue de tous les jours (baladeur, courriel, dopage, etc.).
Un nouvel espace en ligne permet désormais aux internautes de participer au processus. Le site WikiLF, géré par la délégation à la langue française et aux langues de France, propose aux internautes de participer à trois types de campagnes de consultation : Votez pour un terme, Proposez un équivalent français, Quels termes faut-il traiter en priorité ? Il recueille également leurs commentaires et suggestions, sous la forme de mini-forums de discussion.